# More ABBA Gold – More ABBA Hits
More ABBA Gold – More ABBA Hits je kompilacija hitova švedskog sastava ABBA. 

## Popis pjesama
1. "Summer Night City" – 3:34
2. "Angeleyes" – 4:20
3. "The Day Before You Came" – 5:51
4. "Eagle" – 4:26
5. "I Do, I Do, I Do, I Do, I Do" – 3:16
6. "So Long" – 3:06
7. "Honey, Honey" – 2:55
8. "The Visitors" - 4:27
9. "Our Last Summer" – 4:19
10. "On and On and On" – 3:38
11. "Ring Ring" – 3:03
12. "I Wonder (Departure)" – 4:37
13. "Lovelight" - 3:18
14. "Head over Heels" – 3:45
15. "When I Kissed the Teacher" – 3:01
16. "I Am the City" – 4:01
17. "Cassandra" – 4:50
18. "Under Attack" – 3:48
19. "When All Is Said and Done" – 3:18
20. "The Way Old Friends Do" – 2:53